# Rejectaria lineata
Rejectaria lineata är en fjärilsart som beskrevs av Paul Dognin 1914. Rejectaria lineata ingår i släktet Rejectaria och familjen nattflyn. Inga underarter finns listade.